# Raimondo Ruggero Trencavel
Raimondo Ruggero Trencavel (1185 – Carcassonne, 10 novembre 1209) è stato un nobile francese.
Visconte di Béziers e Carcassonne, combatté nella crociata albigese.

## Biografia
Raimondo Ruggero era il figlio di Ruggero II Trencavel e di Azalais di Tolosa (nota anche come Contessa di Burlats), figlia di Raimondo V di Tolosa e sorella di Raimondo VI . Raimondo Ruggero era sposato con Agnese di Montpellier. Sua zia, Beatrice di Béziers, era la seconda moglie di Raimondo VI di Tolosa.
Raimondo Ruggero visse nel castello di Comtal nella città fortificata di Carcassonne. Il castello fu costruito dai suoi antenati nell'XI secolo. Raimondo Ruggero non era un cataro, sebbene molti dei suoi sudditi lo fossero. Adottò un atteggiamento laissez-faire nei confronti del catarismo e di altre culture e religioni. Si affidò fortemente agli ebrei per gestire Béziers, la sua seconda sede di potere.
Verso la metà del 1209, all'inizio della crociata albigese, circa 10.000 crociati si erano radunati a Lione e avevano iniziato a marciare verso sud. A giugno, Raimondo di Tolosa, riconoscendo il potenziale disastro in atto, promise di agire contro i catari e la sua scomunica fu revocata. I crociati si diressero verso Montpellier e le terre di Raimondo Ruggero Trencavel, puntando sulle comunità catare attorno ad Albi e Carcassonne. Come Raimondo VI di Tolosa, Raimondo Ruggero Trencavel cercò un alloggio con i crociati, ma gli fu rifiutato un incontro e tornò di corsa a Carcassonne per preparare le sue difese. La città di Béziers fu saccheggiata a luglio e la sua popolazione fu massacrata (un evento noto come massacro di Béziers).
La città di Carcassonne era ben fortificata, ma vulnerabile e sovra popolata da rifugiati. I crociati, guidati da un legato pontificio di nome Arnaud Amaury, abate di Cîteaux, arrivarono fuori città il 1 agosto 1209. Come vassallo del re Pietro II d'Aragona, Raimondo Ruggero aveva sperato nella sua protezione, ma Pietro non fu in grado di opporsi all'esercito di papa Innocenzo III e potette agire solo come mediatore.
L'assedio non durò a lungo. Il 7 agosto i crociati avevano interrotto l'accesso della città all'acqua. Raimondo Ruggero accettò una condotta sicura per negoziare i termini della resa nel campo crociato. Alla conclusione di questi negoziati fu fatto prigioniero mentre era ancora in condizioni di sicurezza e imprigionato nella sua stessa prigione, dove morì, forse per dissenteria, sebbene ci fossero sospetti di avvelenamento.
La città di Carcassonne si arrese il 15 agosto. Gli abitanti non furono massacrati ma furono costretti a lasciare la città. A Simon de Montfort fu concesso il controllo dell'area comprendente Carcassonne, Albi e Béziers. Il figlio espropriato di Raimondo Ruggero, Raimondo II (1204-1263), cedette formalmente i suoi diritti a Luigi IX di Francia nel 1247, dopo diversi tentativi falliti di recuperare il suo patrimonio.

## Ritratti nella finzione
Alcuni autori hanno identificato Raimondo Ruggero con Parsifal. Alcuni sostengono che questa identificazione sia stata esposta, sebbene esotericamente, da Wolfram von Eschenbach nel suo Parzival a metà del XIII secolo.
Questa identificazione è stata favorita negli ultimi anni da Otto Rahn nella sua Crociata contro il Graal, Peter Berling in varie opere della sua serie The Children of the Grail, Jean Blum in Mystère et message des Cathares e Joaquín Javaloys nel suo romanzo storico Yo, Parsifal: el mítico caballero del Grial .
La sua apparizione nel cinema finora è stata limitata alla mini serie di Labyrinth, in cui è stato interpretato da Tom Felton come un lord equo e comprensivo con compassione per i seguaci della setta religiosa minoritaria catara.